# Ernest Bens
Ernest Bens (nascido em 5 de julho de 1949) é um ex-ciclista belga que competia em provas de pista. Representou seu país, Bélgica, na perseguição por equipes de 4 km nos Jogos Olímpicos de Verão de 1968. A equipe belga terminou na quinta posição.